# Parajeździectwo

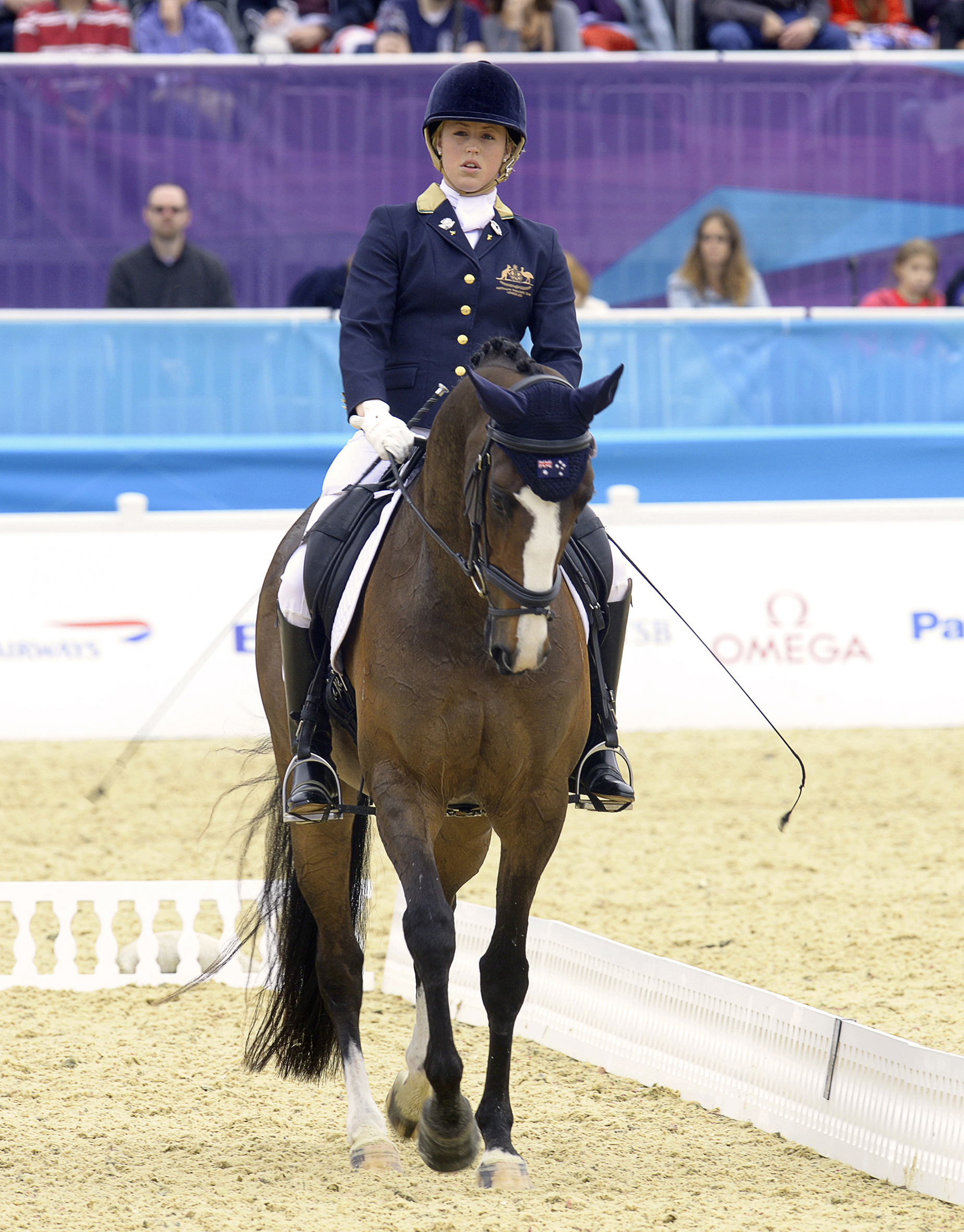
Grace Bowman

Parajeździectwo – sportowa jazda konna osób niepełnosprawnych zarządzana przez Międzynarodową Federację Jeździecką (FEI), obejmująca następujące dyscypliny jeździeckie: ujeżdżenie, skoki przez przeszkody, rajdy, powożenie. Jeden z odłamów parajeździectwa – paraujeżdżenie jest obecnie konkurencją paraolimpijską. W Polsce najbardziej rozwiniętą i do niedawna jedyną dyscypliną parajeździecką jest paraujeżdżenie. W paraujeżdżeniu organizowane są zawody dokładnie odpowiadające zwykłym zawodom: towarzyskie, promocyjne, ogólnopolskie, i tym podobne. Rozwojem parajeździectwa w Polsce zajmuje się Polski Związek Jeździecki.

## Podstawowe zasady
Ze względu na różne stopnie niepełnosprawności zawodników, powstał składający się z czterech poziomów sprawnościowych system klasyfikacyjny, opracowany przez Chris Meaden z Wielkiej Brytanii: 
- poziom 1a: jazda stępem,
- poziom 1b: jazda stępem i krótkie odcinki jazdy kłusem,
- poziom 2: jazda stępem i kłusem,
- poziom 3: jazda stępem, kłusem i galopem,
- poziom 4: jazda stępem, kłusem i galopem, chody boczne.

Aby rywalizacja była sprawiedliwa, każdy zawodnik przed rozpoczęciem startów w zawodach poddawany jest procedurze klasyfikacyjnej. Polega ona na godzinnym badaniu lekarskim i ważna jest przez pięć lat od daty badania. W razie trudności w zaklasyfikowaniu, klasyfikator może poprosić zawodnika o zaprezentowanie swojego treningu, jednak są to sporadyczne przypadki. Badanie jeźdźca na koniu służy wyłącznie ocenie jego sprawności, aktualny poziom umiejętności jeździeckich nie jest brany pod uwagę.
Na zawodach ogólnopolskich istnieją dwie grupy, do których przydziela się jeźdźców: grupa A i grupa B. Dla grup tych prowadzona jest osobna klasyfikacja wyników. W grupie A, w której zawodnicy startują zgodnie z poziomem klasyfikacyjnym, „można stosować wyłącznie wyposażenie pomocnicze, które zostało wymienione w karcie klasyfikacyjnej zawodnika”. W grupie B startują zawodnicy pozostali oraz wszyscy, którzy wykonują program z asekuracją; w grupie tej „każdorazowo przed zawodami należy wymienić stosowane wyposażenie pomocnicze”. Według regulaminu rozgrywania krajowych zawodów w paraujeżdżeniu od marca 2013 istnieje również podział zawodników z grupy A na Juniorów i Seniorów. Juniorzy wykonują prostsze programy.